# Certe volte...
Certe volte... è un album di Pino Donaggio pubblicato nel 1976.

## Tracce

### Lato A
1. Certe volte a Venezia
2. Naturale
3. L'equilibrista
4. Confusione di fiabe
5. Se fosse vostro padre

### Lato B
1. Quando una stanza è una stanza
2. Fratello mio
3. Disturbo amore
4. Mario

## Formazione
- Pino Donaggio – voce, tastiera
- Ernesto Massimo Verardi – chitarra
- Gigi Cappellotto – basso
- Andy Surdi – batteria
- Sergio Farina – chitarra
- Mario Lamberti – aggeggi
- Oscar Rocchi – tastiera
- Claudio Bazzari – chitarra
- Gianni Zilioli – fisarmonica, vibrafono, marimba
- Bruno Crovetto – basso
- Tullio De Piscopo – batteria, aggeggi
- Natale Massara – tastiera, sax alto, flauto dolce
- Massimo Bubola – armonica